# 51A villamos (Budapest)
A budapesti 51A jelzésű villamos a Mester utca / Ferenc körút és a Koppány utca között közlekedik. A főváros legrövidebb villamosvonala. A viszonylatot a Budapesti Közlekedési Zrt. közlekedteti a Budapesti Közlekedési Központ megrendelésére.

## Története
A viszonylat 1955. február 28-án indult 30A jelzéssel MÁVAG Mozdonygyár – Pesterzsébet, Nagy Sándor utca útvonalon. 1956-ban megszűnt, majd 1957-ben ugyanezen az útvonalon újraindult. 1959. november 21-én megszűnt, helyette a 31A villamos közlekedett. 2000. december 15-én a 23-as villamos megszűnésével és az 1-es villamos meghosszabbodásával 30A jelzéssel újraindult a vonal a Ferenc körút – Könyves Kálmán körút útvonalon, biztosítva a belső Mester utcán szükséges járatsűrűség megmaradását. A 2008-as paraméterkönyv bevezetésével a villamosvonal új jelzése 21A lett, és a Ferencváros vasútállomásig járt, valamint a régebbi menetrendhez képest sokkal ritkábban közlekedett. 2011. május 1-jétől új jelzése 51A lett és a vonalon forgalomba álltak a TW6000 tipusú villamosok.
2023. január 7-étől Ferencváros vasútállomás helyett a Koppány utcáig közlekedik. 2025. március 22-étől alacsony padlós, CAF Urbos 3 típusú villamosok is közlekednek a vonalon.

## Útvonala
| Koppány utca felé                                                                                   |
| Mester utca / Ferenc körút vá. – Mester utca – Könyves Kálmán körút – Gubacsi út – Koppány utca     |
| Mester utca / Ferenc körút felé                                                                     |
| Koppány utca vá. – Gubacsi út – Könyves Kálmán körút – Mester utca – Mester utca / Ferenc körút vá. |

## Megállóhelyei
Az átszállási kapcsolatok között az azonos útvonalon közlekedő 51-es villamos nincs feltüntetve.
| 0  | Mester utca / Ferenc körút végállomás | 11 | 4, 6           |
| 1  | Bokréta utca                          | 8  |                |
| 2  | Ferencvárosi rendelőintézet           | ∫  | 281            |
| 3  | Haller utca / Mester utca             | 7  | 281 2B, 23, 24 |
| 5  | Vágóhíd utca                          | 6  | 281 2B         |
| 7  | Mester utca / Könyves Kálmán körút    | 4  | 281 1, 2B      |
| 10 | Koppány utca végállomás               | 0  |                |